# Jab-jum

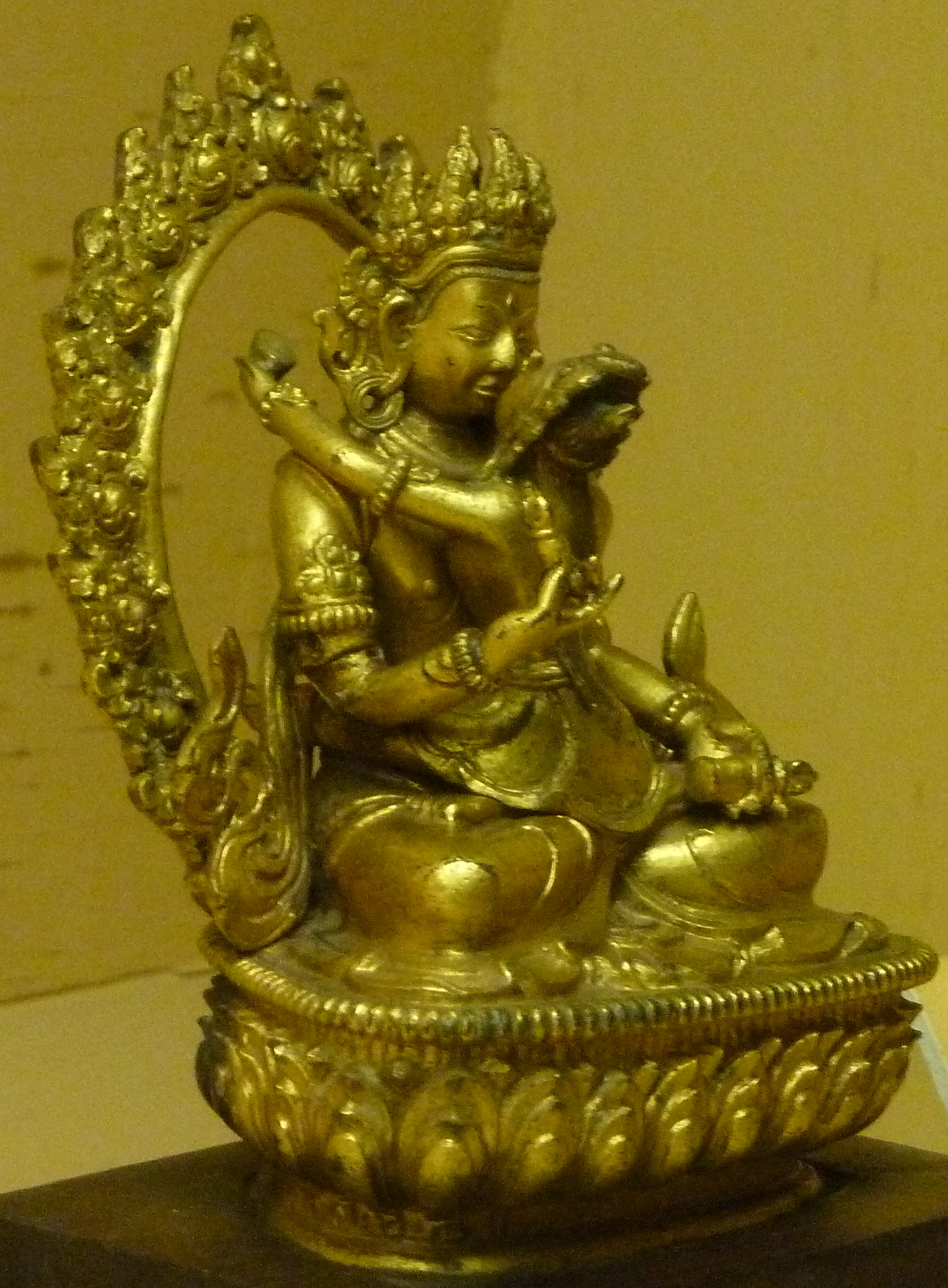

Jab-jum, Yab-yum, w języku tybetańskim dosłownie „ojciec-matka” – symbol często używany w buddyjskiej sztuce krajów himalajskich: Indii, Tybetu, Nepalu i Bhutanu. Przedstawia parę bóstw w miłosnym uścisku, najczęściej siedzących w pozycji lotosu – postać męska jest symbolem karuṇā (współczucia) i upāya-kauśalya (prawidłowej praktyki), zaś postać kobieca symbolizuje mądrość (prajñā). Symbol ten w buddyzmie tybetańskim odnosi się do tantrycznej idei zjednoczenia pierwiastka aktywnego, męskiego (upaya), czyli właściwej metody praktyki medytacji, i pierwiastka żeńskiego (prajñā), czyli mądrości i oświecenia.